# NGC 1412
NGC 1412 = IC 1981 ist eine Linsenförmige Galaxie vom Hubble-Typ SB0 im Sternbild Fornax am Südsternhimmel. Sie ist schätzungsweise 74 Millionen Lichtjahre von der Milchstraße entfernt und hat einen Durchmesser von etwa 40.000 Lichtjahren. Vermutlich bildet sie gemeinsam mit PGC 13529 ein gravitativ gebundenes Galaxienpaar.
Im selben Himmelsareal befindet sich u. a. die Galaxie NGC 1398.
Das Objekt wurde am 20. November 1835 vom britischen Astronomen John Herschel entdeckt.